# Horton, Berkshire
Horton är en ort och civil parish i Storbritannien.   Den ligger i kommunen Windsor and Maidenhead i riksdelen England, i den södra delen av landet, 29 km väster om huvudstaden London. Horton ligger 19 meter över havet och antalet invånare är 983.
Terrängen runt Horton är platt. Runt Horton är det mycket tätbefolkat, med 2 915 invånare per kvadratkilometer. Närmaste större samhälle är Slough, 5,4 km nordväst om Horton. Runt Horton är det i huvudsak tätbebyggt.